# Geiranger
Geiranger je majhna turistična vasica v regiji Sunnmøre v administrativni regiji Møre og Romsdal v zahodnem delu Norveške. Je v občini Stranda na vrhu Geirangerfjorda, ki je veja velikega Storfjorden. Najbližje mesto je Ålesund. Geiranger je dom spektakularne pokrajine in Lonely Planet ga je razglasil za najboljšo popotniško destinacijo v Skandinaviji. Od leta 2005 je območje Geirangerfjorda uvrščeno na Unescov seznam svetovne dediščine. Slap Sedem sester je zahodno od Geirangerja, neposredno nasproti slapa, imenovanega Snubec. Skozi vas pelje norveška okrožna cesta 63. Cerkev Geiranger je glavna cerkev v vasi in okolici.
Geiranger je nenehno ogrožen zaradi zemeljskih plazov z gore Åkerneset v fjord. Zrušitev bi povzročila cunami, ki bi lahko uničil središče mesta Geiranger. Zaradi tega so namestili sirene, ki prebivalce opozarjajo, če bi prišlo do plazu.

## Ime
Staronordijska oblika imena je bila Geirangr. Pripona -angr ('fjord') je pogost element v norveških imenih krajev. Prvi element bi lahko bil množinski rodilnik nordijske besede geiri ('kos zemlje; polje na pobočju gore'). To bi se potem nanašalo na več majhnih kmetij in polj, ki ležijo na strmih gorskih pobočjih okoli fjorda.

## Turizem
To tretje največje pristanišče za križarke na Norveškem, Geiranger, sprejme od 140 do 180 ladij v štirimesečni turistični sezoni. Leta 2012 je približno 300.000 potnikov na križarjenju obiskalo Geiranger v poletni sezoni. Pristanišče Geiranger ima terminal za križarjenja, morsko sprehajališče in 3–4 sidrišča, odvisno od velikosti ladij. Seawalk, zgrajen leta 2013, je trisegmentni zgibni plavajoči pomol. Dolg je 236 metrov in širok 4,5 metra na 10 pontonih, ki se premikajo (kot plavajoča jetwalk), da sprejmejo do 4000 potnikov na uro, ki se izkrcajo z ene same ladje.
Skozi vas se vsako poletje pelje več sto tisoč ljudi, turizem pa je glavni posel za 250 ljudi, ki tam stalno živijo. Na voljo je pet hotelov in več kot deset kampov. Turistična sezona traja od maja do začetka septembra. Pri Geirangerju so na voljo ogledi bližnjih zgodovinskih kmetij Knivsflå in Skageflå.
Vsako leto junija poteka dogodek Geiranger – Od fjorda do vrha. Obsega polmaratonski tek in kolesarsko dirko, ki se začneta z morske gladine pri fjordu in končata na 1497 metrov vrhu gore Dalsnibba, blizu jezera Djupvatnet. Ker je v gorah v tem letnem času še precej snega, se dirka imenuje tudi »Od poletja do zime«.

## Galerija
- Slap Sedem sester nad Geirangerfjordom
- Vas Geiranger
- Slap Storfossen v Geirangerju
- Ribiška hiša
- oče v okolici Geirangerja
- Geirangerfjord
- Hurtigruten pelje mimo stare fjordske kmetije Lundaneset
- Pogled na fjord in Geiranger iz Flydalsjuveta
- Geiranger premični Seawalk na pontonih

## V popularni kulturi
Val (Bølgen), ki je bil izdan avgusta 2015, je norveški film katastrofe, ki temelji na predpostavki zdrsa skal z gore Åkerneset, ki je poplavil mesto Geiranger. Leta 2018 je izšlo nadaljevanje The Quake (Skjelvet).